# Figura della Terra

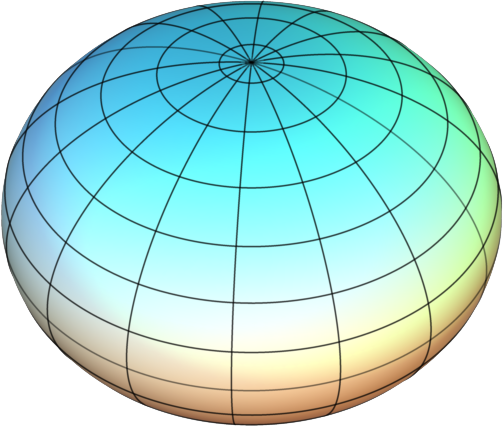
Uno sferoide oblato

L'espressione figura della Terra ha vari significati in geodesia secondo il modo in cui è utilizzata e la precisione con cui devono essere definite la dimensione e la forma della Terra. La superficie topografica effettiva è molto evidente con la sua varietà di forme terrestri e di aree acquatiche. Questa è, infatti, la superficie sulla quale sono fatte le misurazioni effettive della Terra. Essa non è adatta, tuttavia, per calcoli matematici esatti, perché le formule che sarebbero necessarie per tenere conto delle irregolarità richiederebbero una quantità di calcoli proibitiva. La superficie topografica è generalmente l'oggetto d'interesse dei topografi e degli idrografi.
Il concetto pitagorico di una Terra sferica offre una superficie semplice che è matematicamente facile da trattare. Molti calcoli astronomici e nautici lo usano come superficie che rappresenta la Terra. Sebbene la sfera sia un'approssimazione accurata della vera figura della Terra e soddisfacente per molti fini, per i geodeti interessati alla misurazione delle lunghe distanze — che abbracciano continenti e oceani — è necessaria una figura più esatta. 
Le approssimazioni più accurate variano dal modellare la forma dell'intera Terra come uno sferoide oblato o un ellissoide oblato, all'uso di armoniche sferiche o di approssimazioni locali in termini di ellissoidi di riferimento locali. L'idea di una superficie planare o piatta per la Terra, tuttavia, è ancora accettabile per i rilevamenti di piccole aree, poiché la topografia locale è più importante della curvatura. I rilevamenti su tavoletta pretoriana sono fatti per aree relativamente piccole, e non si tiene conto in alcun modo della curvatura della Terra. Un rilevamento di una città sarebbe probabilmente calcolato come se la Terra fosse una superficie piana delle dimensioni della città. Per aree così piccole, le posizioni esatte possono essere determinate l'una in relazione all'altra senza considerare la dimensione e la forma della Terra totale.
Tra la metà e la fine del XX secolo, le ricerche nel campo delle geoscienze contribuirono a drastici miglioramenti nell'accuratezza della figura della Terra. L'utilità primaria (e la motivazione per i finanziamenti, principalmente dalle forze armate) di questa migliorata accuratezza era di fornire dati geografici e gravitazionali per i sistemi di guida inerziale dei missili balistici. Questi finanziamenti spinsero anche l'espansione delle discipline geoscientifiche, favorendo la creazione e la crescita di vari dipartimenti di geoscienze in molte università.

## Ellissoide di rotazione
Dal momento che la Terra è schiacciata ai poli e rigonfia all'equatore, la figura geometrica usata in geodesia per approssimare quasi completamente la forma della Terra è uno sferoide oblato. Uno sferoide oblato, o ellissoide oblato, è un ellissoide di rotazione ottenuto ruotando un'ellisse intorno al suo asse più corto. Uno sferoide che descrive la figura della Terra o un altro corpo celeste è chiamato ellissoide di riferimento. L'ellissoide di riferimento per la Terra è chiamato ellissoide della Terra.
Un ellissoide di rotazione è definito univocamente da due numeri – due dimensioni, o una dimensione e un numero che rappresenta la differenza tra le due dimensioni. I geodeti, per convenzione, usano il semiasse maggiore e l'ellitticità. La dimensione è rappresentata dal raggio all'equatore — il semiasse maggiore dell'ellisse trasversale — e designato dalla lettera {\displaystyle a}. La forma dell'ellissoide è data dall'ellitticità, {\displaystyle f}, che indica quanto l'ellissoide si allontana dalla sfericità. (In pratica, i due numeri definitori sono di solito il raggio equatoriale e il reciproco dell'ellitticità, piuttosto che l'ellitticità stessa; per lo sferoide WGS84 usato oggi dai sistemi GPS, il reciproco dell'ellitticità è fissato esattamente a 298,257223563.)
La differenza tra una sfera e un ellissoide di riferimento per la Terra è piccola, solo una parte su 298,25 e alcuni millesimi, per la precisione. Storicamente l'ellitticità era calcolata dalle misurazioni in gradi. Oggigiorno si usano le reti geodetiche e la geodesia satellitare. In pratica, molti ellissoidi di riferimento sono stati sviluppati lungo i secoli da rilevamenti diversi. Il valore dell'ellitticità varia lievemente da un ellissoide di riferimento all'altro, riflettendo le condizioni locali e se l'ellissoide di riferimento è destinato a modellare l'intera Terra o soltanto una qualche porzione di essa.
Una sfera ha un unico raggio di curvatura, che è semplicemente il raggio della sfera. Superfici più complesse hanno raggi di curvatura che variano sulla superficie. Il raggio di curvatura descrive il raggio della sfera che meglio approssima la superficie in quel punto. Gli ellissoidi oblati hanno raggio di curvatura costante da est a ovest lungo i paralleli, se sulla superficie è tracciata una griglia, ma curvatura variabile in qualsiasi altra direzione. Per un ellissoide oblato, il raggio di curvatura polare {\displaystyle r_{p}} è più grande di quello equatoriale
{\displaystyle r_{p}={\frac {a^{2}}{b}}}
perché il polo è schiacciato: più la superficie è piatta, più grande deve essere la sfera per approssimarla. Per converso, il raggio di curvatura nord-sud dell'ellissoide all'equatore {\displaystyle r_{e}} è più piccolo di quello polare
{\displaystyle r_{e}={\frac {b^{2}}{a}}}

## Ellissoidi storici della Terra
I modelli degli ellissoidi di riferimento elencati sotto hanno avuto utilità nel lavoro geodetico e molti sono ancora in uso. Gli ellissoidi più vecchi prendono il nome dall'individuo che li sviluppò ed è dato altresì l'anno di sviluppo. Nel 1887 al matematico inglese Col. Alexander Ross Clarke CB FRS RE fu assegnata la Medaglia d'oro della Royal Society per il suo lavoro nel determinare la figura della Terra. L'ellissoide internazionale fu sviluppato da John Fillmore Hayford nel 1910 e adottato dall'International Union of Geodesy and Geophysic (Unione Internazionale di Geodesia e Geofisica, IUGG) nel 1924, che la raccomandò per l'uso internazionale.
Alla riunione del 1967 dell'IUGG tenutosi a Lucerna, Svizzera, l'ellissoide chiamato GRS-67 (Geodetic Reference System 1967, "Sistema Geodetico di Riferimento 1967") nell'elenco fu raccomandato per l'adozione. Il nuovo ellissoide non fu raccomandato per sostituire l'International Ellipsoid ("Ellissoide Internazionale", 1924), ma ne fu perorato l'uso dove sia richiesto un maggiore grado di accuratezza. Esso diventò parte del GRS-67 che fu approvato e adottato nella riunione del 1971 dell'IUGG tenutasi a Mosca. Si usa in Australia per l'Australian Geodetic Datum and in Sud America per il South American Datum 1969.
Il GRS-80 (Geodetic Reference System 1980, "Sistema di Riferimento Geodetico 1980") come approvato e adottato dall'IUGG nella sua riunione di Canberra, Australia del 1979 si basa sul raggio equatoriale (semiasse maggiore dell'Ellissoide della Terra) {\displaystyle a}, massa totale {\displaystyle GM}, fattore di forma dinamico {\displaystyle J_{2}} e sulla velocità angolare di rotazione {\displaystyle \omega }, rendendo l'ellitticità inversa {\displaystyle 1/f} una quantità derivata. La differenza di minuti in {\displaystyle 1/f} vista tra GRS-80 e WGS-84 risulta da un troncamento inintenzionale nelle costanti definitorie del secondo: mentre il WGS-84 era destinato ad aderire strettamente al GRS-80, incidentalmente l'ellitticittà derivata dal WGS-84 si rivelò essere leggermente diversa dall'ellitticità del GRS-80 perché il coefficiente gravitazionale armonico zonale normalizzato di secondo grado, che era derivato dal valore del GRS-80 per J2, nel processo di normalizzazione fu troncato a 8 cifre significative.
Un modello ellissoidale descrive solo la geometria dell'ellissoide e una formula di un campo di gravità normale che lo accompagna. Comunemente un modello ellissoidale è parte di un datum geodetico più ampio. Ad esempio, il più vecchio ED-50 (European Datum 1950) è basato sull'ellissoide di Hayford o Ellissoide Internazionale. Il WGS-84 è peculiare in quanto lo stesso nome è usato sia per il sistema geodetico di riferimento completo che per la sua componente del modello ellissoidale. Nondimeno i due concetti – modello ellissoidale e sistema geodetico di riferimento – rimangono distinti.
Si noti che lo stesso ellissoide può essere conosciuto con nomi diversi. È meglio menzionare le costanti definitorie per un'identificazione senza ambiguità.
| Nome dell'ellissoide di riferimento | Raggio equatoriale (m) | Raggio polare (m) | Ellitticità inversa | Dove si usa                     |
| ----------------------------------- | ---------------------- | ----------------- | ------------------- | ------------------------------- |
| Maupertuis (1738)                   | 6.397.300              | 6.363.806,283     | 191                 | Francia                         |
| Plessis (1817)                      | 6.376.523,0            | 6.355.862,9333    | 308.64              | Francia                         |
| Everest (1830)                      | 6.377.299,365          | 6.356.098,359     | 300,80172554        | India                           |
| Everest 1830 Modificato (1967)      | 6.377.304,063          | 6.356.103,0390    | 300.8017            | Malesia Occidentale & Singapore |
| Everest 1830 (Definizione 1967)     | 6.377.298,556          | 6.356.097,550     | 300,8017            | Brunei & Malesia Orientale      |
| Airy (1830)                         | 6.377.563,396          | 6.356.256,909     | 299,3249646         | Gran Bretagna                   |
| Bessel (1841)                       | 6.377.397,155          | 6.356.078,963     | 299,1528128         | Europa, Giappone                |
| Clarke (1866)                       | 6.378.206,4            | 6.356.583,8       | 294,9786982         | Nord America                    |
| Clarke (1878)                       | 6.378.190              | 6.356.456         | 293,4659980         | Nord America                    |
| Clarke (1880)                       | 6.378.249,145          | 6.356.514,870     | 293,465             | Francia, Africa                 |
| Helmert (1906)                      | 6.378.200              | 6.356.818,17      | 298,3               |                                 |
| Hayford (1910)                      | 6.378.388              | 6.356.911,946     | 297                 | USA                             |
| International (1924)                | 6.378.388              | 6.356.911,946     | 297                 | Europa                          |
| NAD 27 (1927)                       | 6.378.206,4            | 6.356.583,800     | 294,978698208       | Nord America                    |
| Krassovsky (1940)                   | 6.378.245              | 6.356.863,019     | 298,3               | URSS                            |
| WGS66 (1966)                        | 6.378.145              | 6.356.759,769     | 298,25              | USA/Dipartimento della difesa   |
| Australian National (1966)          | 6.378.160              | 6.356.774,719     | 298,25              | Australia                       |
| New International (1967)            | 6.378.157,5            | 6.356.772,2       | 298,24961539        |                                 |
| GRS-67 (1967)                       | 6.378.160              | 6.356.774,516     | 298,247167427       |                                 |
| South American (1969)               | 6.378.160              | 6.356.774,719     | 298,25              | Sud America                     |
| WGS-72 (1972)                       | 6.378.135              | 6.356.750,52      | 298,26              | USA/Dipartimento della Difesa   |
| GRS-80 (1979)                       | 6.378.137              | 6.356.752,3141    | 298,257222101       | ITRS Globale                    |
| WGS-84 (1984)                       | 6.378.137              | 6.356.752,3142    | 298,257223563       | GPS Globale                     |
| IERS (1989)                         | 6.378.136              | 6.356.751,302     | 298,257             |                                 |
| IERS (2003)                         | 6.378.136,6            | 6.356.751,9       | 298,25642           | [ 3 ]                           |

## Figure più complesse
La possibilità che l'equatore terrestre sia un'ellisse piuttosto che un cerchio e quindi che l'ellissoide sia triassiale è stata oggetto di controversia scientifica per molti anni. I moderni sviluppi tecnologici hanno fornito nuovi e rapidi metodi per la raccolta dei dati e dal lancio di Sputnik 1, i dati orbitali sono stati utilizzati per studiare la teoria dell'ellitticità.
Una seconda teoria, più complicata della triassialità, ha proposto che le variazioni periodiche orbitali osservate in un ampio periodo dei primi satelliti della Terra, indichino una depressione ulteriore al polo sud accompagnato da un rigonfiamento dello stesso grado al polo nord. Si sostiene inoltre che le medie latitudini settentrionali fossero leggermente appiattite e le medie latitudini meridionali si siano gonfiate di un valore analogo.
Questo concetto ha suggerito una Terra leggermente a forma di pera ed è stato oggetto di molte discussioni. La geodesia moderna tende a mantenere sia la teoria dell'ellissoide di rivoluzione che la teoria del trattamento di triassialità a forma a pera, come una parte della figura del geoide: esse sono rappresentate dai coefficienti delle armoniche sferiche {\displaystyle C_{22},S_{22}} e {\displaystyle C_{30}}, rispettivamente corrispondenti ai 2.2 gradi per la triassialità e 3.0 gradi per la forma a pera.

## Geoide
Si è già detto che le misure sono effettuate sulla superficie apparente o topografica della Terra ed è appena stato spiegato che i calcoli vengono eseguiti su un ellissoide. Un'altra superficie è coinvolta nella misurazione geodetica: il geoide. Nel rilevamento geodetico, il calcolo delle coordinate geodetiche dei punti è comunemente eseguito su un ellissoide di riferimento, approssimando accuratamente la dimensione e la forma della Terra nell'area della rilevazione. Le misure reali effettuate sulla superficie della Terra con alcuni strumenti sono tuttavia attribuite al geoide. L'ellissoide è una superficie regolare matematicamente definita con dimensioni specifiche. Il geoide, invece, coincide con quella superficie alla quale gli oceani si conformerebbero sull'intera Terra se liberi di adeguarsi all'effetto combinato dell'attrazione (quindi forza centripeta) della massa terrestre (gravitazione), e della forza centrifuga data dalla rotazione terrestre. Come risultato della distribuzione non uniforme della massa della Terra, la superficie geoidale è irregolare e, poiché l'ellissoide è una superficie regolare, le separazioni tra i due, denominate ondulazioni geoidali, altezze geoidali o separazioni geoidali, saranno parimenti irregolari.
Il geoide è una superficie lungo la quale il potenziale gravitazionale è ovunque uguale e alla quale la direzione della gravità è sempre perpendicolare (si veda superficie equipotenziale). Quest'ultimo aspetto è particolarmente importante perché gli strumenti ottici contenenti dispositivi livellatori a riferimento di gravità sono comunemente utilizzati per effettuare misurazioni geodetiche. Quando è regolato correttamente, l'asse verticale dello strumento coincide con la direzione di gravità ed è, quindi, perpendicolare al geoide. L'angolo tra il filo a piombo che è perpendicolare al geoide (talvolta denominata "la verticale") e la perpendicolare dell'ellissoide (talvolta denominata "la normale ellissoidica") è definito come deflessione verticale. Ha due componenti: una est-ovest e l'altra nord-sud.

### Rotazione terrestre e struttura interna della Terra
Determinare la figura esatta della Terra non è solo un'operazione geodetica o un compito di geometria, ma è anche un'attività strettamente correlata alla geofisica. Senza alcuna idea della struttura interna della Terra, si può affermare una "densità costante" di 5,515 g/cm³ e in base ad argomenti teorici (si veda Eulero, Albert Wangerin, ecc.), un corpo rotante come la Terra avrebbe un'ellitticità di 1:230.
In realtà l'ellitticità misurata è 1:298.25, valore più simile a quello di una sfera: questo conduce a ipotizzare la presenza di un nucleo interno molto compatto. Pertanto la densità deve necessariamente essere una funzione dipendente dalla profondità, raggiungendo da circa 2,7 g/cm³ in superficie (densità del granito, calcare ecc. - a seconda della geologia locale) fino a circa 15 g/cm³ all'interno del nucleo interno. La moderna sismologia fornisce un valore di 16 g/cm³ al centro della terra.

### Campo gravitazionale universale e locale
Con implicazioni per l'esplorazione fisica dell'interno della Terra è anche il campo gravitazionale, che può essere misurato con grande precisione in superficie e in modalità remota dai satelliti. La vera verticale generalmente non corrisponde alla verticale teorica (la deflessione varia da 2" a 50") perché la topografia e tutte le masse geologiche disturbano il campo gravitazionale. Pertanto la struttura approssimata della crosta terrestre e del mantello può essere determinata con modelli geodetico-geofisici del sottosuolo.

## Volume
Il volume terrestre è di circa 1.083.210.000.000 km³.